# Middenbeemster

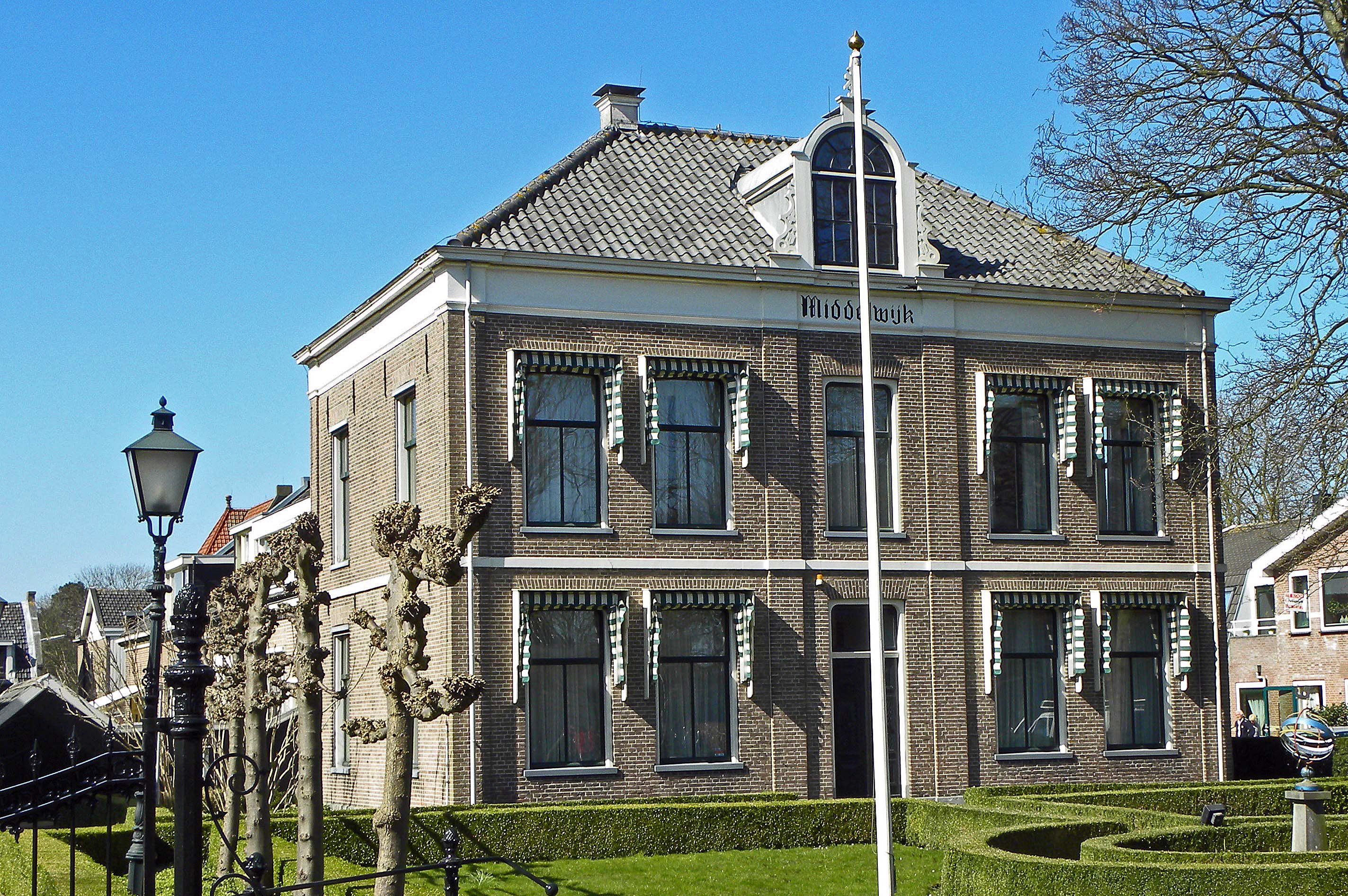
Centre-ville.

Middenbeemster est une ville de la province de Hollande-Septentrionale aux Pays-Bas. Elle fait partie de la commune de Beemster.
La population de la ville de Middenbeemster est de 3 628 habitants. Le district statistique compte 3 820 habitants.

## Personnalités
- Dajo Hogeweg (1990-), acteur, est né à Middenbeemster.